# Quadrasiella mucronata
Quadrasiella mucronata é uma espécie de gastrópode  da família Assimineidae.
É endémica de Guam.